# نيويورك جاينتس
نيويورك جاينتس هو نادي كرة قدم أمريكية من رذرفورد الشرقية، نيوجيرزي، الولايات المتحدة. تأسس عام 1925. يلعب في الدوري الأمريكي لكرة القدم الأمريكية، في قسم NFC الشرقي. ملعب الفريق هو ستاد جيانتس. يرتدي الفريق الألوان الأزرق الملكي والأحمر والرصاصي والأبيض، وخوذة الفريق لونها أزرق. و يشارك الفريق ملعب ميتلايف مع فريق نيويورك جيتس New York Jets.
فاز الفريق بالدوري الأمريكي لكرة القدم الأمريكية ستة مرات في الأعوام: 1927، 1934، 1938، 1956، 1986، 1990.

## وصلات خارجية
- موقع نيويورك جاينتس الرسمي